# Pseuduvaria parviflora
Pseuduvaria parviflora är en kirimojaväxtart som först beskrevs av Suzanne Ast, och fick sitt nu gällande namn av Nguyên Tiên Bân. Pseuduvaria parviflora ingår i släktet Pseuduvaria och familjen kirimojaväxter. Inga underarter finns listade i Catalogue of Life.